# Retrat de Santiago Ramón y Cajal
Retrat de Santiago Ramón y Cajal és un retrat a l'oli pintat en 1906 pel pintor postimpressionista valencià Joaquím Sorolla. Representa al savi espanyol Santiago Ramón y Cajal l'any en què va rebre el Premi Nobel de Medicina.

## Fitxa històrica
En una carta al seu amic i marxant Pedro Gil Moreno de Mora (1860-1930), de finals de març de 1906, Sorolla escriu que ha "acabat el retrat del Doctor Cajal" (i segueix enumerant una llista de retrats acabats entre els quals s'inclouen també el de Bartolomé Cossío i el de Blasco Ibáñez). La fitxa completa del quadre i un breu estudi del mateix apareixen en el manual que sobre el pintor valencià van realitzar Felipe Garín i Facundo Tomás; allí s'informa que el quadre va estar en l'exposició individual de Sorolla aquest any en la galeria Georges Petit de París, i finalitzada la mostra va ser comprat pel mateix Pedro Gil per cinc mil pessetes. De la família de banquers catalans va passar després a la col·lecció del doctor Puigvert (Barcelona). En 2014 es trobava en el Museu de Saragossa, propietat de la Diputació General d'Aragó.

## Anàlisi del quadre
Psicòleg natural i intuïtiu, Sorolla va pintar al geni embolicat en la seva capa, elegant i relaxat, mirant a l'espectador, en un gest gairebé provocador i desafiador, però "amb la lluentor d'una mirada tan lluminosa com comprensiva". Al seu voltant uns llibres i un dels dibuixos del cerebel, obra del mateix Ramón y Cajal, indiscutit líder científic i ànima de la JAE i el seu Laboratori de Recerques Biològiques (que després va portar el seu nom com a Institut Cajal).
Sorolla, molt vinculat a la Institució Lliure d'Ensenyament, on es van educar els seus tres fills, ja havia retratat a varis dels seus membres, fins i tot en el transcurs d'una recerca científica, com és el cas del llenç titulat Una recerca (1897), amb el doctor Luis Simarro, col·lega de Cajal, concentrat davant el microscopi i envoltat dels seus deixebles.